# Anavinemina axica
Anavinemina axica är en fjärilsart som beskrevs av Druce 1892. Anavinemina axica ingår i släktet Anavinemina och familjen mätare. Inga underarter finns listade i Catalogue of Life.